# Walze (Schalksmühle)
Walze, im 19. Jahrhundert auch Trimpops Walze oder Trimpopshammer genannt, ist ein Ortsteil und Industriestandort in der Gemeinde Schalksmühle im Märkischen Kreis im Regierungsbezirk Arnsberg in Nordrhein-Westfalen (Deutschland).

## Lage und Beschreibung
Der Ortsteil geht aus einem mit Wasserkraft betriebenen Hammer- und Walzwerk an der Volme hervor, der sich zwischen der Bahnstrecke Hagen–Dieringhausen und der heutigen Bundesstraße 54 flussabwärts von Dahlerbrück nahe der Stadtgrenze zu Hagen und Breckerfeld befindet. Benachbarte Wohnplätze und Wassertriebwerke waren Twieströmen in einer Volmeschleife und zwei Pulvermühlen am weiteren Flusslauf. Aus den benachbarten Orten entwickelten sich größere Industriebetriebe, die zum Teil bis heute am Standort produzieren.
Weitere Nachbarorte auf dem Schalksmühler Gemeindegebiet sind neben dem Kernort Linscheid, Linscheiderbecke, Linscheiderschule, Muhle, Hellhof, Im Dahl, Huxhardt und Schlüchtern sowie auf Hagener Stadtgebiet Muhlerohl und auf Breckerfelder Stadtgebiet Bühren, Oberbühren, Sommerhagen und Stöcken.
Bei Walze befindet sich auf der anderen Flussseite das Klärwerk Schalksmühle des Ruhrverbands.

## Geschichte

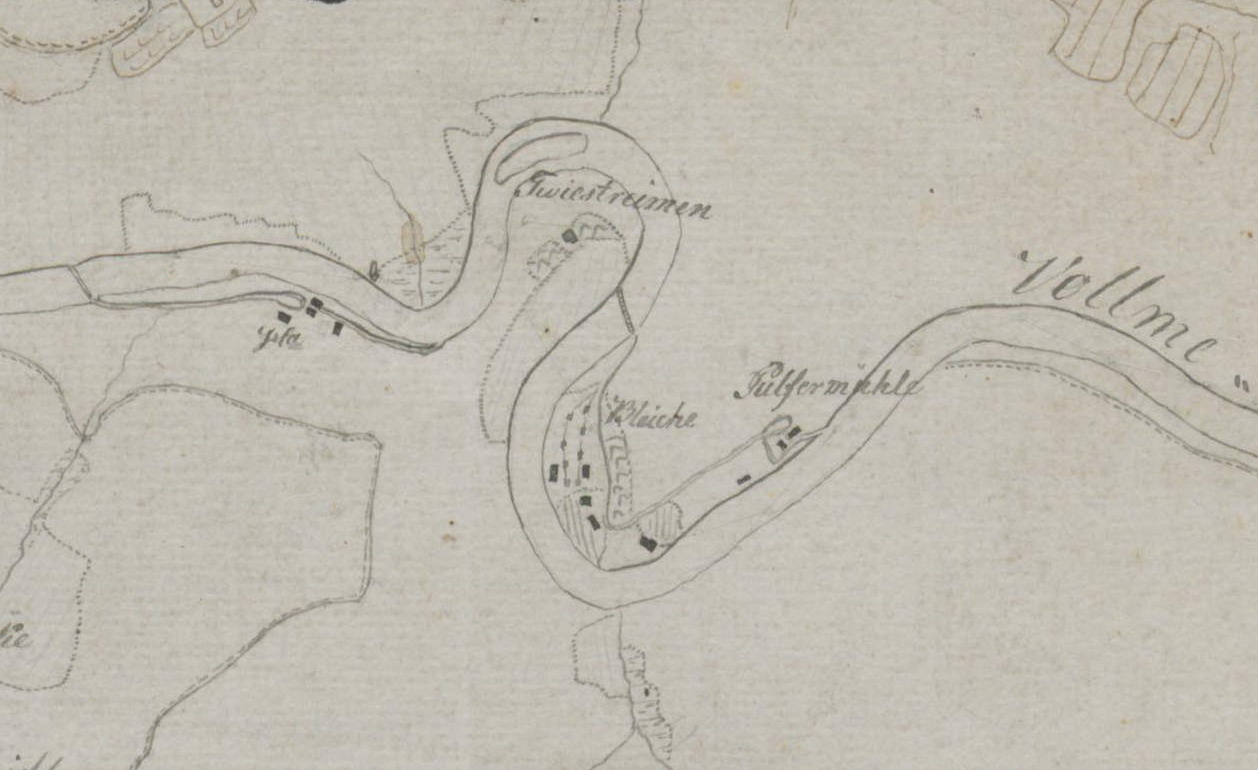
Die Hammerwerke und Wassermühlen Walze und Pulvermühle, sowie der Wohnplatz Twieströmen an der Volme um 1795.

Walze gehörte bis zum 19. Jahrhundert der Wester Bauerschaft des Kirchspiels Hülscheid an. Ab 1816 war der Ort Teil der Gemeinde Hülscheid in der Bürgermeisterei Halver im Kreis Altena. Der laut der Ortschafts- und Entfernungs-Tabelle des Regierungs-Bezirks Arnsberg als Hammer und Eisenwalze kategorisierte Ort besaß 1839 unter dem Namen Trimpopshammer fünf Fabrikationsstätten.
1844 wurde die Gemeinde Hülscheid mit Walze von dem Amt Halver abgespaltet und dem neu gegründeten Amt Lüdenscheid zugewiesen.
Der Ort ist auf der Preußischen Uraufnahme von 1840 unbeschriftet, aber mit zwei Mühlensymbolen verzeichnet. Ab der Preußischen Neuaufnahme von 1892 ist der Ort auf Messtischblättern der TK25 als Walze oder Trimpops Walze verzeichnet.
Die Gemeinde- und Gutbezirksstatistik der Provinz Westfalen führt 1871 den Ort als Etablissement unter dem Namen Trimpopswalze mit zwei Wohnhäusern und zehn Einwohnern auf. Das Gemeindelexikon für die Provinz Westfalen gibt 1885 für Trimpops Walze eine Zahl von sieben Einwohnern an, die in einem Wohnhaus lebten. 1895 besitzt der Ort fünf Wohnhäuser mit 110 Einwohnern, 1905 werden neun Wohnhäuser und 166 Einwohner angegeben.
In den 1870/80er Jahren wurde durch den Ort die Bahnstrecke Hagen–Dieringhausen gebaut.
1969 wurden die Gemeinden Hülscheid und Schalksmühle zur amtsfreien Großgemeinde (Einheitsgemeinde) Schalksmühle im Kreis Altena zusammengeschlossen und Walze gehört seitdem politisch zu Schalksmühle, das 1975 auf Grund des Sauerland/Paderborn-Gesetzes Teil des neu geschaffenen Märkischen Kreises wurde.